# 古東普
12°34′40″N 15°52′20″W / 12.57778°N 15.87222°W

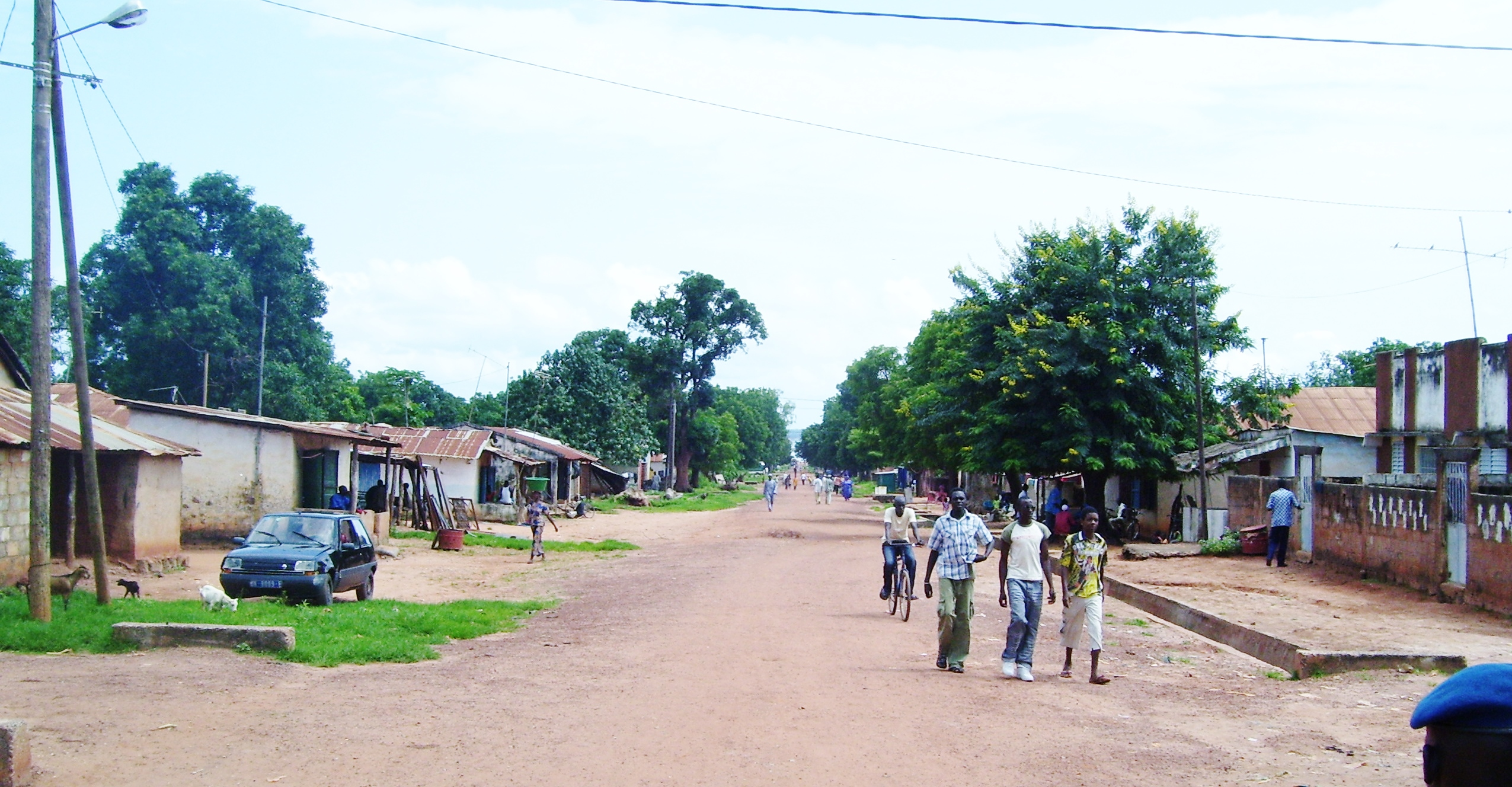
古東普

古東普（法語：Goudomp），是塞內加爾的城鎮，位於該國南部，由塞久區負責管轄，是古東普省的首府，處於卡薩芒斯河左岸，海拔高度27米，2012年人口13,394。